# Övre Klovtjärnen
Övre Klovtjärnen är en sjö i Ljusdals kommun i Hälsingland och ingår i Ljungans huvudavrinningsområde.